# Hagnagora subrosea
Hagnagora subrosea là một loài bướm đêm trong họ Geometridae.